# Aberdeen Angus

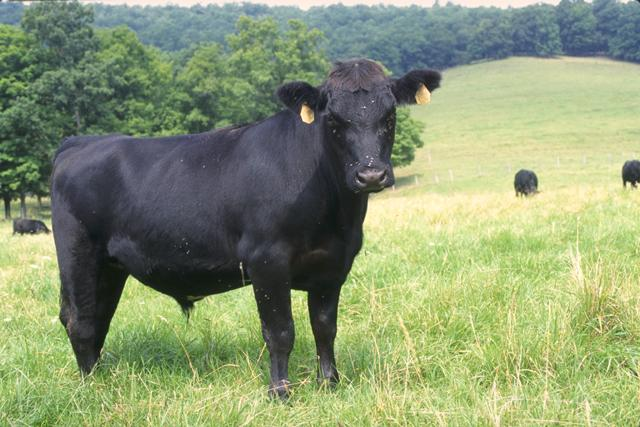
Aberdeen Angus

Aberdeen Angus, of kortweg Angus, is een rundveeras dat in de 19e eeuw in het oosten van Schotland is gefokt. De runderen zijn hoornloos en hebben korte poten (schofthoogte van circa 130cm). De meeste Angus-runderen zijn zwart, de Black Angus, al bestaan er ook rode runderen, de Red Angus. Met name in de Verenigde Staten worden veel Aberdeen Angus-runderen gehouden voor hun vlees.

## Geschiedenis

### Schotland
Het ras werd gefokt door Hugh Watson. Een van zijn koeien, Old Granny, werd geboren in 1824 en kreeg 29 kalveren in 35 jaar. De meeste Angus-runderen die nu rondlopen zijn nakomelingen van deze koe.

### Verenigde Staten

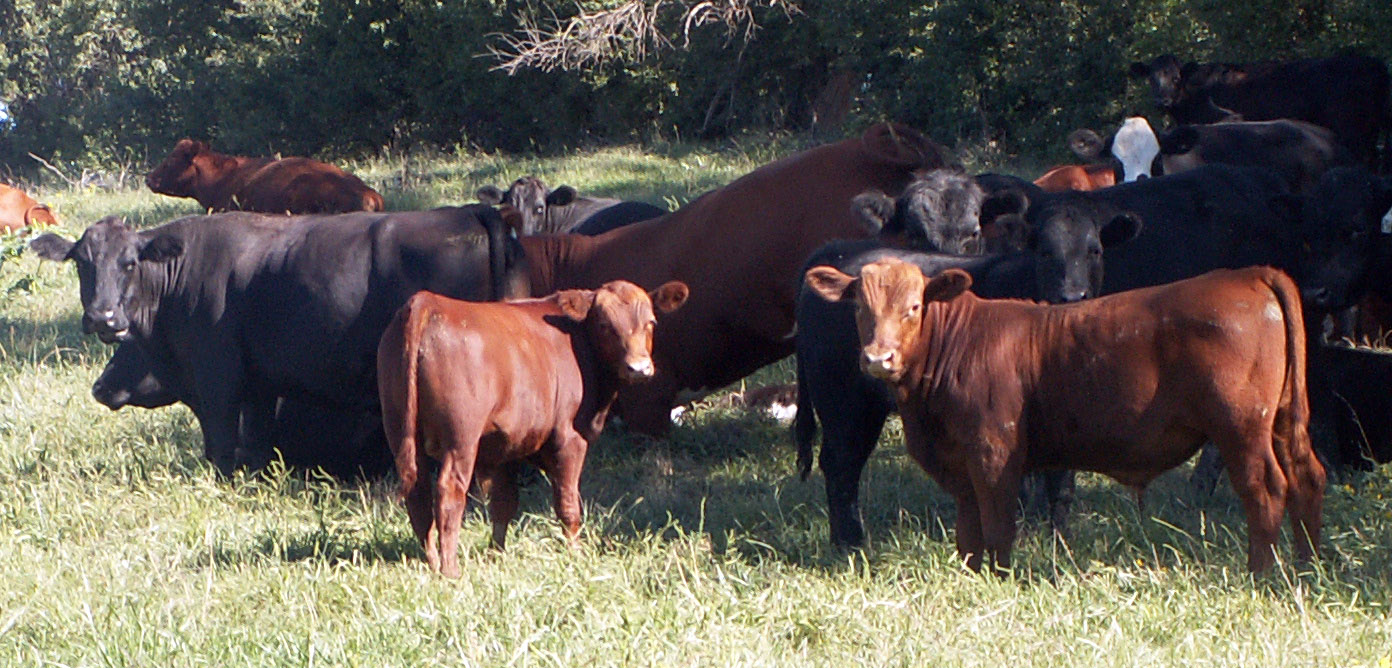
Een mengeling van zwarte en rode Angus-runderen

Het succes van de Angus-runderen in Schotland werd bekend tot in de Verenigde Staten. In 1873 kocht George Grant vier Angus-stieren en bracht deze naar de Amerikaanse staat Kansas. Ze vielen vooral op omdat ze geen hoorns hadden.
De stieren werden gebruikt om te kruisen met andere rassen. De kalveren maakten een goede indruk, wat ervoor zorgde dat meer volbloed Angus dieren vanuit Schotland werden geïmporteerd. Het ras werd steeds populairder en in 1883 werd de American Aberdeen-Angus Breeders' Association opgericht in Chicago, vanaf 1950 wordt ze de American Angus Association genoemd. Het Angus stamboek bestaat sinds 1885. In 1917 werd het stamboek opgedeeld in een Black Angus en Red Angus stamboek. In 1954 kwam daar de Red Angus Association of America bij.
Het Amerikaanse systeem is daarmee anders dan in bijvoorbeeld het Verenigd Koninkrijk en Canada, waar beide kleuren in eenzelfde stamboek staan geregistreerd.

## Kenmerken
Angus-runderen staan bekend om hun gemoedelijke karakter en hun vermogen te kunnen opgroeien op schrale gronden. Het ras staat dicht bij de natuur en gedijt goed in natuurgebieden waar een grote variëteit aan kruiden- en grassoorten te vinden is. Omdat de dieren weinig voedsel nodig hebben, nemen ze snel in massa toe wanneer ze met krachtvoer worden vetgemest.

## Vlees

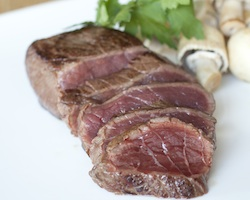
Angus-marmering

De belangrijkste reden voor het wereldwijde succes van het Angus-ras is de kwaliteit van het vlees. Restaurants zetten het graag op de menukaart. Dit hangt samen met de "marmering" van het vlees: dunne lijntjes vet die door het vlees lopen. Vet heeft de eigenschap dat het smaak vasthoudt. Het vlees lijkt op dat van het Wagyu-rund, maar dat is nog iets vetter.

## Kruisen
Angus-runderen worden vaak gebruikt om te kruisen met andere rassen. Ze staan bekend om het gemakkelijke afkalven. Door te kruisen wordt de kans op moeilijke geboortes van andere rassen verkleind. Ook probeert men de kans op hoorns te verkleinen door met de hoornloze Angus-runderen te kruisen.